# Ordine Imperiale di Sant'Aleksandr Nevskij
L'Ordine Imperiale del Santo Beato Principe Aleksandr Nevskij (in russo Императорский орден Святого Благоверного Князя Алекса́ндра Не́вского?), talvolta abbreviato in Ordine di Aleksandr Nevskij (in russo орден Александра Невского?), fu un ordine cavalleresco e di merito dell'Impero russo. Dopo la caduta del regime zarista nel 1917, è stato poi ripreso dall'Unione Sovietica e dalla Federazione Russa.

## Storia
L'introduzione dell'Ordine Imperiale di Sant'Aleksandr Nevskij venne pianificata dallo Zar Pietro il Grande, il quale non riuscì però a portare a compimento quest'opera, che venne per l'appunto proseguita dal suo successore al trono, la zarina Caterina I di Russia che firmò il decreto di approvazione dell'ordine il 21 maggio 1725.
L'ordine era stato creato in memoria di Aleksandr Nevskij (venerato come santo dalla Chiesa ortodossa russa), principe del XIII secolo il quale si era largamente distinto in patria ed era stato a lungo celebrato per la propria resistenza e tenacia nel difendere i confini russi dall'invasore straniero.
Esso veniva originariamente concesso per onorare i cittadini russi che avessero servito la patria con onore e devozione attraverso il servizio politico o militare. Lo stesso Lev Tolstoj ricorda nel suo romanzo Anna Karenina che l'ordine era considerato uno dei più alti assieme a quello di Sant'Andrea ed a quello di Vladimiro. Venne abolito nel 1917 con la rivoluzione d'ottobre.
Fu poi rievocato nell'omonimo ordine sovietico del 1942, confluito nel 2010 in quello federale russo.

## Insigniti notabili
Tra le maggiori personalità di rilievo che ottennero questa onorificenza si ricordano l'ammiraglio Naum Akimovič Senjavin, il generalissimo Aleksandr Danilovič Menšikov, il maggiore generale Aleksandr Vasil'evič Suvorov, il generale Pëtr Ivanovič Melissino, il generale Vladimir Fëdorovič Adlerberg, il generale Michail Illarionovič Kutuzov, l'ammiraglio Fëdor Fëdorovič Ušakov e il politico Anatolij Aleksandrovič Kurakin.